# Volcán Ecuador
Volcán Ecuador es el nombre que recibe un volcán en escudo activo localizado en el norte de la isla Isabela la mayor del archipiélago y parque nacional de las islas Galápagos, que pertenece al país sudamericano de Ecuador y se tiene una elevación máxima de 790 metros sobre el nivel del mar. El volcán contiene flujos de lava, conos de salpicadura y conos pequeños de escoria. No se han registrado erupciones desde que se "descubrieron" las islas en 1535.